# Дитячо-юнацька спортивна школа «Синевир»
Дитячо-юнацька спортивна школа «Синевир» — позашкільний навчальний заклад у місті Дрогобичі, який розташовувався у приміщенні басейну «Синевир».